# Ca n'Oller (Flaçà)
Ca n'Oller és una obra de Flaçà (Gironès) inclosa a l'Inventari del Patrimoni Arquitectònic de Catalunya.

## Descripció
És un edifici de planta rectangular amb una de les dues plantes que reposa sobre una volta de canó lleugerament apuntada, ocupant part del carrer. Parets de pedra morterada i coberta de teula. Tant la finestra del primer pis com la porta principal són emmarcades per carreus de pedra i llinda horitzontal amb elements ornamentals d'influència gòtica.

## Història
A la llinda de la finestra de sobre la volta hi ha la inscripció "Salbador Oller me fecit 1735" al costat d'una ornamentació d'influència gòtica de motiu religiós. Sota la volta, a la dreta, hi havia hagut un abeurador per als animals alimentat per un pou de la casa. Algunes de les cases d'aquest carrer presenten contraforts fets amb pedres de riu.